# Дослідження Дністра (збірник)
«Дослідження Дністра: 10 років громадської екологічної експедиції “Дністер”» – збірник наукових праць учасників громадської екологічної експедиції “Дністер”, організованої Товариством Лева.

## Загальна інформація
Матеріали збірника підсумовують результати 10 польових сезонів (1988–1997) роботи експедиції. 
Книжка вийшла 1998 року у видавництві "Політична думка" (Київ). Роботу над підготовкою збірника завершено 12 лютого 1998.
Редактор – Микола Жарких.
Книга має 216 сторінок, 37 таблиць, 109 малюнків, 19.75 обліково-видавничого аркуша. 
У вступній статті висвітлено історію експедиції, її завдання та форми роботи. Перша група статей присвячена питанням екології Дністра (гідрологічні, гідрохімічні та геохімічні спостереження). Друга група статей висвітлює біологію регіону (гідробіологічні, орнітологічні та ботанічні дослідження). Третя частина – статті, присвячені історії культури (зокрема, пам’яткам археології й архітектури). У четвертій частині висвітлено традиційні народні уявлення наддністрянських українців про екологію, про ставлення до природи. Є також цікаві матеріали з ономастики Дністра (топоніміки й антропоніміки).